# O Guds Ande, du som bor i ljus
O Guds Ande, du som bor i ljus är en psalm av Anders Frostenson som diktades år 1976 och musiken är nederländsk från omkring 1700.

## Publicerad i
- Den svenska psalmboken 1986 som nr 367 under rubriken "Anden, vår hjälpare och tröst".
- Finlandssvenska psalmboken 1986 som nr 117 under rubriken "Pingst".
- Psalmer och Sånger 1987 som nr 402 under rubriken "Fader, Son och Ande - Anden, vår hjälpare och tröst".[1]